# Shahrestān di Bandar Lengeh
Lo shahrestān di Bandar Lengeh (in persiano شهرستان بندر لنگه‎) è uno dei 13 shahrestān della provincia di Hormozgan, il capoluogo è Bandar Lengeh. Lo shahrestān è suddiviso in 3 circoscrizioni (bakhsh): 
- Centrale (بخش مرکزی), con le città di Bandar Lengeh e Kong;
- Shibkoh (بخش شیبکوه), con la città di Bandar-e Charak.
- Kish (بخش کیش), che comprende le isole di Kish, Hendurabi e Lavan.